# 40 (producer)
Noah Shebib (Toronto, 31 maart 1983), beter bekend als 40, is een Canadees muziekproducent en voormalig acteur uit Toronto, Ontario. Shebib heeft geproduceerd voor onder andere Drake, Beyoncé, Lil Wayne, Jamie Foxx en Alicia Keys. Hij heeft een belangrijke rol gespeeld bij het succes van landgenoot rapper Drake en is een van zijn beste vrienden. Hij wordt gekenmerkt door zijn downtempo en ambiente stijl van produceren. Hij is ook een mede-oprichter van Drakes OVO Sound-label.

## Biografie

### Acteren
Shebib begon als een kindacteur met het spelen van rollen in televisieshows en films. Zijn eerste rol was in 1996 in de serie Goosebumps. Hij speelde ook een rol in de Gemini Award-winnende televisieserie Wind at My Back. Zijn bekendste rol kreeg hij in zijn tienerjaren, waar hij een van de mannelijke hoofdrollen had in de film The Virgin Suicides. Hij had ook kleine rollen in The Last Don en Perfect Pie; welke de laatste van zijn acteercarrière waren.

### Muziek
In het begin van Noahs carrière voordat hij begon met produceren, was hij een DJ onder de naam DJ Decibel. Hij begon zijn carrière als muziekproducent met lokale Canadese artiesten en vergaarde zijn artiestennaam "40 Days & 40 Nights" (wat later werd ingekort tot "40"), die tot stand kwam door de lange dagen en nachten die hij maakte. Vanaf toen begon hij te werken met de toen nog acterende Drake in 2005. Shebibs grote bekendheid kwam tot stand toen hij samen met Boi-1da de uitvoerend producent van Drakes mixtape So Far Gone werd. Ook werd hij de u.p. van Thank Me Later, Take Care, Nothing Was the Same en Drakes album/mixtape If You're Reading This It's Too Late.

### Persoonlijk leven
Noah is van Libanees en Schotse afkomst. Hij is in 2005 gediagnosticeerd met MS.